# Sömjénmihályfa
Sömjénmihályfa Vas vármegyei, illetve Vas megyei község volt 1939 és 1946, majd 1981. december 31. és 1992. december 31. között. Az egymással összeépült Kemenessömjén és Kemenesmihályfa községek két ízben is egyesültek, de Sömjénmihályfa mindkét alkalommal csak rövid ideig létezett, a két elődközség hamarosan ismét különvált.
A rendszerváltás utáni első önkormányzati választáson Kozák János független jelöltet választották meg polgármesternek. A település 1993. január 1-jével kettévált, az 1992. decemberi polgármester-választásokon Kemenessömjén első emberének Kozákot tették meg, míg Kemenesmihályfa polgármestere Őri Kálmán lett.